# Marjon van Rijn
Marjon van Rijn (31 december 1959 – 23 december 2010) was een Nederlandse omroepmedewerkster, die titels maakte voor en autocuer was bij het RTL Nieuws.
Van Rijn had een uitgebreide staat van dienst in de omroepwereld. Ze startte in 1978 bij de AVRO. Ze heeft ook nog voor de camera's gewerkt, zo was ze tot 1985 een vaste invalster voor het muziekprogramma Toppop. Ze trouwde op 18 september 2005 met Roelof Hemmen, toenmalig nieuwslezer van RTL Nieuws.
Op 23 december 2010 overleed Van Rijn op 50-jarige leeftijd aan de gevolgen van darmkanker.